# Posições de parto
Posições de parto (ou posições maternas de parto) são as posturas físicas que a gestante pode assumir durante o processo de parto. Também podem ser chamadas de posições de entrega ou posições de trabalho de parto.
Além da posição de litotomia (de costas com os pés apoiados), ainda comumente usada por muitos obstetras, outras posições são utilizadas com sucesso por parteiras e assistentes de parto tradicionais em todo o mundo. A obra seminal de Engelmann de 1882, Labor among primitive peoples, divulgou as posições de parto entre culturas chamadas primitivas para o mundo ocidental. Frequentemente utilizam a posição de cócoras, em pé, ajoelhada e de quatro, muitas vezes em sequência. São chamadas de posições de parto eretas.
Compreender os efeitos físicos de cada posição de parto sobre a mãe e o bebê é importante. No entanto, os efeitos psicológicos também têm grande relevância. O conhecimento sobre as posições pode ajudar as mães a escolherem a opção com que se sintam mais confortáveis. Ter autonomia e autocontrole para mudar de posição durante o trabalho de parto influencia positivamente o conforto e a experiência da mãe, o que aumenta a qualidade do parto e sua satisfação.

## Posição de litotomia
Na posição de litotomia, a pessoa em trabalho de parto está deitada de costas com as pernas apoiadas em perneiras e as nádegas próximas à borda da mesa. Essa posição é conveniente para o profissional de saúde porque permite maior acesso ao períneo.
A posição tornou-se bastante popular nos Estados Unidos e em outros países ocidentais nos últimos dois séculos, embora, em termos históricos e interculturais, seja rara (cerca de 18%) a adoção de posição prona ou dorsal durante o parto. Posições reclinadas tornaram-se comuns na França durante o século XVII, quando a obstetrícia passou a ser um campo mais respeitado e se difundiu a ideia do parto como uma aflição, e não como algo natural. O padrão das mulheres deitadas de costas surgiu no início do século XIX nos EUA, recomendado por obstetras homens sob a alegação de que era mais conveniente para a equipe médica e mais confortável para as mulheres.
No entanto, a litotomia não é confortável para a maioria das pacientes, devido à pressão sobre as paredes vaginais, já que a cabeça do bebê é irregular e o processo contraria a gravidade. Pesquisas sugerem que as posições corporais maternas influenciam significativamente a dor durante o parto, e que posições como a de cócoras reduzem bastante a dor em comparação à litotomia.

## Posições de parto eretas em geral
Diversas pessoas defenderam a adoção de posições de parto eretas, particularmente a de cócoras, nos países ocidentais, como Grantly Dick-Read, Janet Balaskas, Moysés Paciornik e Hugo Sabatino. A adoção de posições não litotômicas também é incentivada pelo movimento do parto natural.
Estar ereta durante o trabalho de parto pode aumentar o espaço disponível na pelve em 28–30%, dando mais espaço ao bebê para rotação e descida. Também há uma redução de 54% na incidência de anormalidades da frequência cardíaca fetal quando a mãe está ereta. Essas posições também podem reduzir a duração do segundo estágio do parto e diminuir o risco de cesarianas de emergência em 29%. Também estão associadas à menor necessidade de anestesia peridural.
Diferentes posições podem estar associadas a diferentes taxas de lesões perineais.

## Posição de cócoras

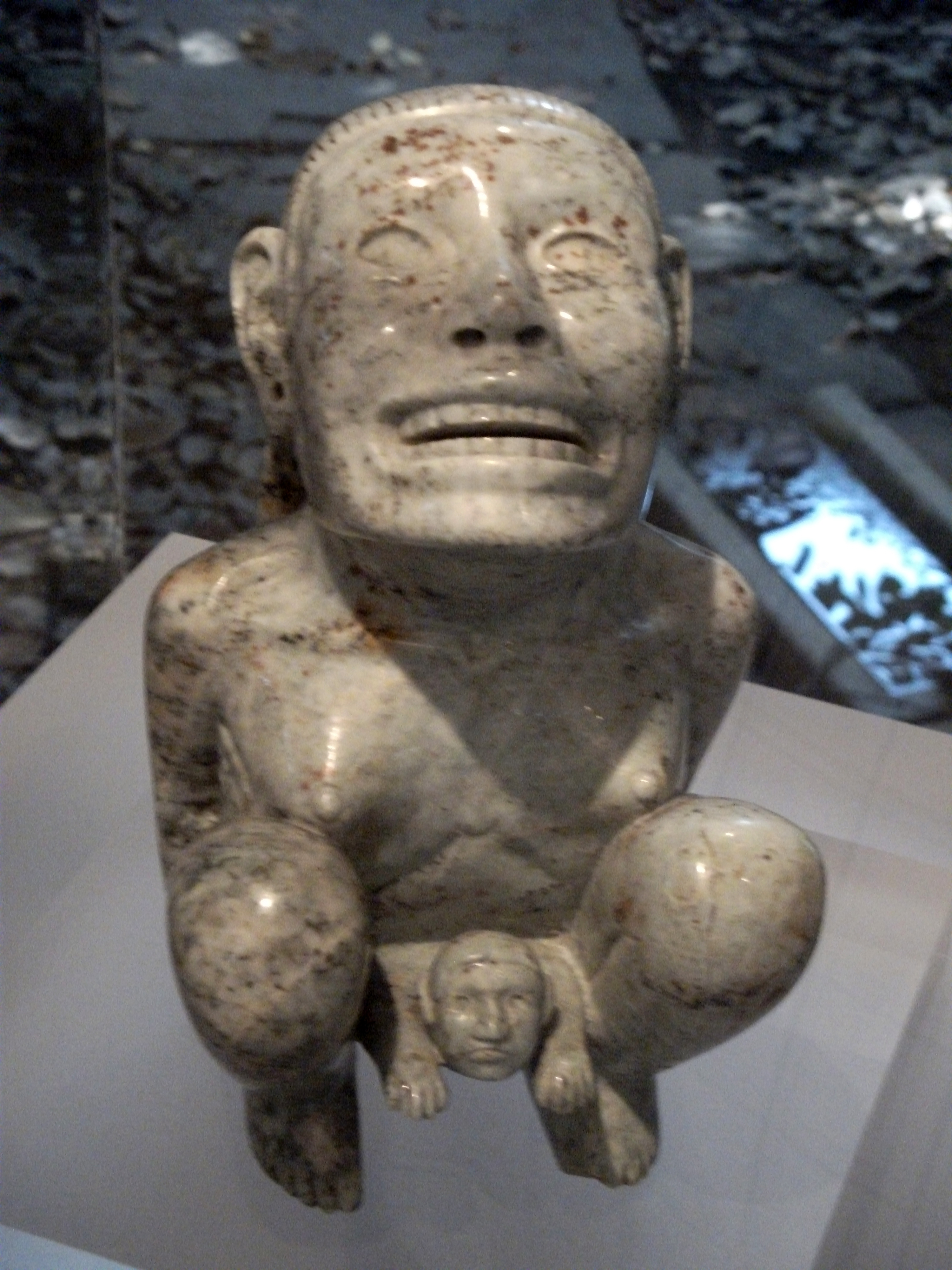
A Figura de parto de Dumbarton Oaks

A posição de cócoras proporciona maior pressão na cavidade pélvica com mínimo esforço muscular. O canal de parto se abre de 20 a 30% mais nessa posição do que em qualquer outra. É recomendada para o segundo estágio do parto.
Como a maioria dos adultos ocidentais encontra dificuldade para se agachar com os calcanhares no chão, frequentemente se fazem adaptações, como colocar um apoio sob os calcanhares ou contar com outra pessoa para dar suporte.
No Egito Antigo, as mulheres davam à luz agachadas sobre um par de tijolos, conhecidos como tijolos de parto.

## De quatro
Algumas mães podem escolher a posição de quatro apoios instintivamente. Ela pode ajudar o bebê a girar em casos de má apresentação da cabeça. Como utiliza a gravidade, reduz a dor nas costas, permitindo que a mãe incline o quadril.

## Decúbito lateral
O decúbito lateral pode ajudar a retardar a descida do bebê pelo canal de parto, dando ao períneo mais tempo para se alongar naturalmente. Para assumir essa posição, a mãe deita de lado com os joelhos dobrados. Para empurrar, usa-se um leve movimento de rotação, de modo que a mãe se apoie em um cotovelo enquanto uma perna é erguida. Essa posição não utiliza a gravidade, mas ainda apresenta vantagem em relação à litotomia, pois não posiciona as veias cavas sob o útero, o que diminui o fluxo sanguíneo para mãe e filho.